# ويليام رايت (تبشيري)
ويليام رايت (بالإنجليزية: William Wright )‏ (15 يناير 1837 - 31 يوليو 1899) كان تبشيريا إيرلنديا يعمل في دمشق وهو مؤلف كتاب إمبراطورية الحيثيين عام (1884)، والذي قدم تاريخ حضارة الحيثيين كحضارة مكتشفة مؤخرا لعامة الناس.

## المنشورات
- إمبراطورية الحيثيون The Empire of the Hittites.
- البرونيون في إيرلندا The Brontes in Ireland.
- تدمر وزنوبيا Palmyra and Zenobia.